# High on You (musiksingel)
High on You är den andra singeln från Miss Lis debutalbum Late Night Heartbroken Blues. Den släpptes den 17 januari 2007.

## Låtlista
1. "High on You"
2. "I Though I Knew"
3. "Dirt Mama"